# Варадхан, Сатхамангалам Рави Сриниваса
Сатхамангалам Ранга Иенгар Сриниваса Варадхан (англ. Sathamangalam Ranga Iyengar Srinivasa Varadhan, род. 2 января 1940) — американский математик индийского происхождения, лауреат Абелевской премии. Специалист в области теории вероятностей.

## Биография
Сатхамангалам Варадхан родился в 1940 году в Мадрасе, Мадрасское президентство Британской Индии. В 1959 году он защитил диплом в Колледже Президентства, а в 1963 году — диссертацию в Индийском статистическом институте, его научным руководителем был К. Р. Рао, который пригласил на защиту Варадханом диссертации Андрея Колмогорова. После этого С. Р. Варадхан переехал в США в Курантовский институт математических наук и теперь работает там.

## Награды
- 1994 — Премия имени Биркхофа[англ.]
- 1996 — Премия Стила «за плодотворный вклад в исследования»
- 2007 — Абелевская премия
- 2008 — Падма Бхушан
- 2010 — Национальная научная медаль США

## Членство в академиях
- Национальная академия наук США (1995)
- Норвежская академия наук (2009)

## Избранные труды
- Convolution Properties of Distributions on Topological Groups. Dissertation, Indian Statistical Institute, 1963.
- Varadhan, SRS. Asymptotic probabilities and differential equations (англ.) // Communications on Pure and Applied Mathematics : journal. — 1966. — Vol. 19, no. 3. — P. 261—286. — doi:10.1002/cpa.3160190303.
- Stroock, DW; SRS Varadhan. On the support of diffusion processes with applications to the strong maximum principle (англ.) // Proc. of the sixth Berkeley Symposium on Mathematical Statistics and Probability : journal. — Univ. of California Press, 1972. — Vol. 3. — P. 333—359.
- (with M D Donsker) On a variational formula for the principal eigenvalues for operators with maximum principle (англ.) // Proceedings of the National Academy of Sciences of the United States of America : journal. — 1975. — Vol. 72, no. 3. — P. 780—783. — doi:10.1073/pnas.72.3.780. — PMID 16592231. — PMC 432403.
- (with M D Donsker) Asymptotic evaluation of certain Markov process expectations for large time. I, Communications on Pure and Applied Mathematics 28 (1975), pp. 1-47; part II, 28 (1975), pp. 279—301; part III, 29 (1976), pp 389—461; part IV, 36 (1983), pp 183—212.
- Varadhan, SRS. Stochastic analysis and applications (англ.) // Bull Amer Math Soc : journal. — 2003. — Vol. 40, no. 1. — P. 89—97. — doi:10.1090/s0273-0979-02-00968-0.